# Hieracium praetenerum
Hieracium praetenerum là một loài thực vật có hoa trong họ Cúc. Loài này được (Dahlst.) Almq. ex Dahlst. mô tả khoa học đầu tiên năm 1893.